# Чемпионат Европы по футболу 2010 среди юношей до 17 лет (элитный раунд)
Элитный раунд чемпионата Европы по футболу 2010 среди юношей до 17 лет был вторым раундом отборочного турнира чемпионата Европы по футболу 2010 среди юношей до 17 лет. 28 команд, прошедших квалификационный раунд, были поделены на 7 групп по 4 команды. Страна, которую представляла одна из команд в каждой группе, принимала все матчи группы. Семь победителей групп и лучшая команда среди занявших вторые места получили путёвки в финальный этап. Жеребьёвка элитного раунда прошла 7 декабря 2009 года в Ньоне, Швейцария. Матчи прошли c 17 марта по 1 апреля 2010 года.

## Жеребьёвка
Каждая команда была помещена в одну из четырёх корзин для жеребьёвки соответственно результатам в квалификационном раунде. Семь команд с наилучшими показателями были помещены в корзину A и так далее до корзины D, куда попали семь команд с наихудшими показателями. Во время жеребьёвки в каждую группу попало по одной команде из каждой корзины, с тем условием, что команды, которые играли между собой в первом раунде квалификации, не могли быть помещены в одну группу снова.
| Корзина A                                               | Корзина B                                                    | Корзина C                                                         | Корзина D                                                          |
| ------------------------------------------------------- | ------------------------------------------------------------ | ----------------------------------------------------------------- | ------------------------------------------------------------------ |
| Англия Испания Чехия Венгрия Австрия Франция Португалия | Уэльс Хорватия Ирландия Польша Швейцария Нидерланды Словакия | Северная Ирландия Финляндия Румыния Турция Германия Грузия Швеция | Греция Украина Бельгия Норвегия Сербия Мальта Босния и Герцеговина |

## Группы
- Хозяева групп указаны курсивом.

### Группа 1
| Сборная    | И | В | Н | П | ЗМ | ПМ | +/- | О |
| ---------- | - | - | - | - | -- | -- | --- | - |
| Чехия      | 3 | 2 | 0 | 1 | 3  | 2  | +1  | 6 |
| Нидерланды | 3 | 2 | 0 | 1 | 4  | 2  | +2  | 6 |
| Грузия     | 3 | 1 | 1 | 1 | 4  | 4  | 0   | 4 |
| Украина    | 3 | 0 | 1 | 2 | 3  | 6  | −3  | 1 |

Чехия выиграла группу за счёт победы над Нидерландами.
| Чехия | 0–1  | Грузия                   |
| ----- | ---- | ------------------------ |
|       | УЕФА | 40+1′ Валерий Казаишвили |

| Нидерланды                          | 2–0  | Украина |
| ----------------------------------- | ---- | ------- |
| Юрген Локадия 7′ · Дэви Классен 63′ | УЕФА |         |

| Чехия                                    | 2–1  | Украина        |
| ---------------------------------------- | ---- | -------------- |
| Мартин Гурка 15′ · Патрик Твардзик 80+1′ | УЕФА | 64′ Ясин Хамид |

| Грузия               | 1–2  | Нидерланды                        |
| -------------------- | ---- | --------------------------------- |
| Георгий Чантурия 16′ | УЕФА | 4′ Адам Махер · 69′ Юрген Локадия |

| Нидерланды | 0–1  | Чехия            |
| ---------- | ---- | ---------------- |
|            | УЕФА | 16′ Мартин Гурка |

| Украина                                  | 2–2  | Грузия                             |
| ---------------------------------------- | ---- | ---------------------------------- |
| Ясин Хамид 63′ · Иван Луканюк 71′ (пен.) | УЕФА | 45′, 78′ (пен.) Валерий Казаишвили |

### Группа 2
| Сборная              | И | В | Н | П | ЗМ | ПМ | +/- | О |
| -------------------- | - | - | - | - | -- | -- | --- | - |
| Португалия           | 3 | 2 | 1 | 0 | 7  | 2  | +5  | 7 |
| Хорватия             | 3 | 2 | 0 | 1 | 5  | 3  | +2  | 6 |
| Босния и Герцеговина | 3 | 0 | 2 | 1 | 5  | 6  | −1  | 2 |
| Румыния              | 3 | 0 | 1 | 2 | 4  | 10 | −6  | 1 |

| Португалия                                                               | 4–1  | Румыния                  |
| ------------------------------------------------------------------------ | ---- | ------------------------ |
| Жуан Мариу 24′ (пен.) · Тобиаш Фигейреду 32′ · Бетинью 43′ · То Зе 80+2′ | УЕФА | 26′ Илие Богдан Ватажелу |

| Хорватия                                    | 2–1  | Босния и Герцеговина |
| ------------------------------------------- | ---- | -------------------- |
| Иван Алексич 33′ · Иван Кукавица 65′ (авт.) | УЕФА | 51′ Мирза Чемалович  |

| Португалия | 1–1  | Босния и Герцеговина |
| ---------- | ---- | -------------------- |
| Брума 19′  | УЕФА | 13′ Иван Кукавица    |

| Румыния | 0–3  | Хорватия                                                 |
| ------- | ---- | -------------------------------------------------------- |
|         | УЕФА | 9′ Марко Ливая · 14′ Круно Иванчич · 30′ Иван Яков Джони |

| Хорватия | 0–2  | Португалия                               |
| -------- | ---- | ---------------------------------------- |
|          | УЕФА | 57′ Рикарду Эшгаю · 80+1′ Иван Кавалейру |

| Босния и Герцеговина                        | 3–3  | Румыния                                         |
| ------------------------------------------- | ---- | ----------------------------------------------- |
| Сафет Сивишич 1′ · Мирза Чемалович 12′, 45′ | УЕФА | 39′, 66′ Александру Бэлуцэ · 80′ Кристиан Гавра |

### Группа 3
| Сборная   | И | В | Н | П | ЗМ | ПМ | +/- | О |
| --------- | - | - | - | - | -- | -- | --- | - |
| Греция    | 3 | 2 | 1 | 0 | 7  | 3  | +4  | 7 |
| Ирландия  | 3 | 2 | 0 | 1 | 4  | 3  | +1  | 6 |
| Австрия   | 3 | 0 | 2 | 1 | 5  | 8  | −3  | 2 |
| Финляндия | 3 | 0 | 1 | 2 | 4  | 6  | −2  | 1 |

| Ирландия | 0–3  | Греция                                                |
| -------- | ---- | ----------------------------------------------------- |
|          | УЕФА | 57′, 70′ Катидис Георгиос · 79′ Димитриос Диамантакос |

| Австрия                                                                          | 3–3  | Финляндия                                               |
| -------------------------------------------------------------------------------- | ---- | ------------------------------------------------------- |
| Доминик Бурушич 16′ · Рафаэль Хольцхаузер 68′ (пен.) · Доминик Траунмюллер 80+1′ | УЕФА | 8′ Йони Мякеля · 28′ Алекси Паананен · 42′ Тим Вяюрюнен |

| Австрия                 | 2–2  | Греция                                          |
| ----------------------- | ---- | ----------------------------------------------- |
| Доминик Бурушич 8′, 33′ | УЕФА | 4′ Костас Ругалас · 80+4′ Димитриос Диамантакос |

| Финляндия | 0–1  | Ирландия       |
| --------- | ---- | -------------- |
|           | УЕФА | 54′ Кевин Найт |

| Ирландия                                 | 3–0  | Австрия |
| ---------------------------------------- | ---- | ------- |
| Эйден О’Брайен 20′, 72′ · Кевин Найт 44′ | УЕФА |         |

| Греция                         | 2–1  | Финляндия        |
| ------------------------------ | ---- | ---------------- |
| Димитриос Диамантакос 72′, 79′ | УЕФА | 48′ Тим Вяюрюнен |

### Группа 4
| Сборная           | И | В | Н | П | ЗМ | ПМ | +/- | О |
| ----------------- | - | - | - | - | -- | -- | --- | - |
| Испания           | 3 | 2 | 0 | 1 | 6  | 1  | +5  | 6 |
| Бельгия           | 3 | 2 | 0 | 1 | 3  | 1  | +2  | 6 |
| Северная Ирландия | 3 | 2 | 0 | 1 | 2  | 4  | −2  | 6 |
| Польша            | 3 | 0 | 0 | 3 | 0  | 5  | −5  | 0 |

1-3 места распределены по результатам игр между данными командами.
| Польша | 0–2  | Бельгия                                    |
| ------ | ---- | ------------------------------------------ |
|        | УЕФА | 17′ Мишаэль Лаллеман · 66′ Дино Арсланагич |

| Испания                                  | 4–0  | Северная Ирландия |
| ---------------------------------------- | ---- | ----------------- |
| Хуанми 43′, 75′ · Пако Алькасер 69′, 77′ | УЕФА |                   |

| Испания | 0–1  | Бельгия          |
| ------- | ---- | ---------------- |
|         | УЕФА | 63′ Бенито Раман |

| Северная Ирландия | 1–0  | Польша |
| ----------------- | ---- | ------ |
| Мэттью Болл 70′   | УЕФА |        |

| Польша | 0–2  | Испания                      |
| ------ | ---- | ---------------------------- |
|        | УЕФА | 3′, 79′ (пен.) Пако Алькасер |

| Бельгия | 0–1  | Северная Ирландия    |
| ------- | ---- | -------------------- |
|         | УЕФА | 43′ Лайам Макалинден |

### Группа 5
| Сборная  | И | В | Н | П | ЗМ | ПМ | +/- | О |
| -------- | - | - | - | - | -- | -- | --- | - |
| Турция   | 3 | 2 | 1 | 0 | 4  | 1  | +3  | 7 |
| Франция  | 3 | 2 | 0 | 1 | 5  | 1  | +4  | 6 |
| Уэльс    | 3 | 0 | 2 | 1 | 1  | 5  | −4  | 2 |
| Норвегия | 3 | 0 | 1 | 2 | 0  | 3  | −3  | 1 |

| Уэльс | 0–0  | Норвегия |
| ----- | ---- | -------- |
|       | УЕФА |          |

| Франция | 0–1  | Турция           |
| ------- | ---- | ---------------- |
|         | УЕФА | 34′ Окан Дериджи |

| Турция           | 1–1  | Уэльс           |
| ---------------- | ---- | --------------- |
| Окан Дериджи 44′ | УЕФА | 57′ Кёртис Марч |

| Франция           | 1–0  | Норвегия |
| ----------------- | ---- | -------- |
| Дилан Деленьи 75′ | УЕФА |          |

| Уэльс | 0–4  | Франция                                       |
| ----- | ---- | --------------------------------------------- |
|       | УЕФА | 35′ Антони Кура · 52′, 70′, 71′ Бийель Омрани |

| Норвегия | 0–2  | Турция                               |
| -------- | ---- | ------------------------------------ |
|          | УЕФА | 11′ Окай Йокушлу · 44′ Огюзхан Азгар |

### Группа 6
| Сборная   | И | В | Н | П | ЗМ | ПМ | +/- | О |
| --------- | - | - | - | - | -- | -- | --- | - |
| Швейцария | 3 | 2 | 0 | 1 | 5  | 3  | +2  | 6 |
| Германия  | 3 | 2 | 0 | 1 | 5  | 2  | +3  | 6 |
| Сербия    | 3 | 1 | 1 | 1 | 3  | 5  | −2  | 4 |
| Венгрия   | 3 | 0 | 1 | 2 | 1  | 4  | −3  | 1 |

Швейцария выиграла группу благодаря победе над Германией.
| Венгрия | 0–1  | Германия            |
| ------- | ---- | ------------------- |
|         | УЕФА | 17′ (пен.) Коля Пуш |

| Швейцария         | 1–2  | Сербия                  |
| ----------------- | ---- | ----------------------- |
| Степан Вулета 10′ | УЕФА | 32′, 60′ Матия Настасич |

| Венгрия | 0–0  | Сербия |
| ------- | ---- | ------ |
|         | УЕФА |        |

| Германия | 0–1  | Швейцария          |
| -------- | ---- | ------------------ |
|          | УЕФА | 56′ Анджелко Савич |

| Швейцария                                   | 3–1  | Венгрия              |
| ------------------------------------------- | ---- | -------------------- |
| Степан Вулета 16′, 23′ · Анджелко Савич 43′ | УЕФА | 52′ Кристиан Адорьян |

| Сербия              | 1–4  | Германия                                                                    |
| ------------------- | ---- | --------------------------------------------------------------------------- |
| Деян Георгиевич 35′ | УЕФА | 6′ Сонни Киттель · 18′ Шон Паркер · 30′ Леонардо Биттенкурт · 55′ Амин Юнес |

### Группа 7
| Сборная  | И | В | Н | П | ЗМ | ПМ | +/- | О |
| -------- | - | - | - | - | -- | -- | --- | - |
| Англия   | 3 | 3 | 0 | 0 | 11 | 0  | +11 | 9 |
| Швеция   | 3 | 2 | 0 | 1 | 7  | 4  | +3  | 6 |
| Словакия | 3 | 1 | 0 | 2 | 2  | 4  | −2  | 3 |
| Мальта   | 3 | 0 | 0 | 3 | 0  | 12 | −12 | 0 |

| Словакия                           | 2–0  | Мальта |
| ---------------------------------- | ---- | ------ |
| Иван Шранц 52′ · Оливер Шпилар 58′ | УЕФА |        |

| Англия                                                                | 4–0  | Швеция |
| --------------------------------------------------------------------- | ---- | ------ |
| Коннор Уикем 21′ · Беник Афобе 32′ · Роберт Холл 73′ · Уилл Кин 80+2′ | УЕФА |        |

| Швеция                                         | 2–0  | Словакия |
| ---------------------------------------------- | ---- | -------- |
| Лукас Оландер 13′ (пен.) · Монс Сёдерквист 55′ | УЕФА |          |

| Англия                                                                       | 5–0  | Мальта |
| ---------------------------------------------------------------------------- | ---- | ------ |
| Чукс Анеке 20′, 36′ · Уилл Кин 30′ · Беник Афобе 38′ · Харри Кейн 72′ (пен.) | УЕФА |        |

| Словакия | 0–2  | Англия                            |
| -------- | ---- | --------------------------------- |
|          | УЕФА | Коннор Уикем 60′ · Харри Кейн 76′ |

| Мальта | 0–5  | Швеция                                                                        |
| ------ | ---- | ----------------------------------------------------------------------------- |
|        | УЕФА | Юнатан Азулай 24′ · Антон Сандберг Магнуссон 31′, 51′ · Эрик Тёрнрос 68′, 76′ |

## Рейтинг вторых мест
Учитываются только результаты матчей против команд, занявших первые и третьи места в своих группах.
| Группа | Сборная    | И | В | Н | П | ЗМ | ПМ | +/- | О |
| ------ | ---------- | - | - | - | - | -- | -- | --- | - |
| 5      | Франция    | 2 | 1 | 0 | 1 | 4  | 1  | +3  | 3 |
| 6      | Германия   | 2 | 1 | 0 | 1 | 4  | 2  | +2  | 3 |
| 3      | Ирландия   | 2 | 1 | 0 | 1 | 3  | 3  | 0   | 3 |
| 1      | Нидерланды | 2 | 1 | 0 | 1 | 2  | 2  | 0   | 3 |
| 4      | Бельгия    | 2 | 1 | 0 | 1 | 1  | 1  | 0   | 3 |
| 2      | Хорватия   | 2 | 1 | 0 | 1 | 2  | 3  | −1  | 3 |
| 7      | Швеция     | 2 | 1 | 0 | 1 | 2  | 4  | −2  | 3 |